# آنتون هرتسگ
آنتون هرتسگ (انگلیسی: Antun Herceg؛ زادهٔ ۹ نوامبر ۱۹۲۷) بازیکن فوتبال اهل یوگسلاوی بود.
از باشگاه‌هایی که در آن بازی کرده‌است می‌توان به باشگاه فوتبال پارتیزان اشاره کرد.